# Edith Pechey

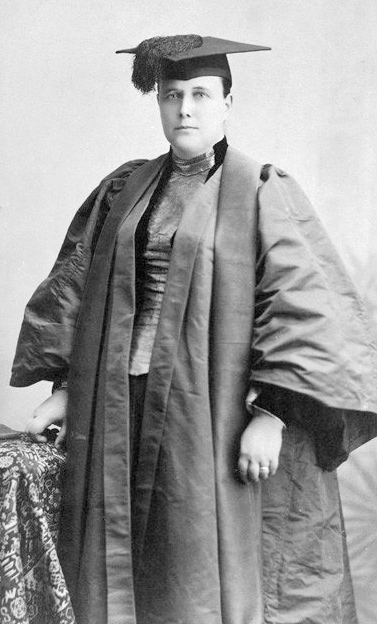
Edith Pechey

Edith Pechey (Langham, 7 de octubre de 1845 – Folkestone, 14 de abril de 1908) fue una de las primeras doctoras del Reino Unido y defensora de los derechos de las mujeres. Pasó más de 20 años en la India como doctora sénior en un hospital femenino y estuvo implicada en varias causas sociales.

## Familia y Edimburgo
Era hija de William Pechey, un ministro baptista con un Master of Arts de la Universidad de Edimburgo, y de su mujer Sarah (nacida Rotton), hija de un abogado que había estudiado griego, algo excepcional entre las mujeres de su generación. 
Después de ser educada por sus padres, Pechey trabajó como institutriz y profesora hasta 1869. Lutzker afirmó que "su madre también era competente en griego y otros estudios y ambos padres poseían - junto con sus mentes inconformistas - un amor profundo y serio por el aprendizaje."

## Campaña para estudiar Medicina
Después de que la matrícula para estudiar medicina en la Universidad de Edimburgo de Sophia Jex-Blake fuera rechazada, ésta publicó un anuncio en el periódico The Scotsman para que más mujeres se unieran a ella. La segunda carta que recibió fue de Pechey, que escribió: 
“¿Piensas que se necesita algo más que una cantidad adecuada de capacidades y una buena dosis de perseverancia para asegurar el éxito? Creo que tengo de ambas, además de un amor real por las materias de estudio, pero respecto a cualquier conocimiento minucioso de estos temas, actualmente temo que soy la más deficiente.”
A pesar de sus dudas, Pechey se convirtió en una de Las siete de Edimburgo, las primeras siete estudiantes universitarias británicas (Mary Anderson, Emily Bovell, Matilda Chaplin, Helen Evans, Sophia Jex-Blake e Isabel Thorne). Demostró su capacidad académica consiguiendo la nota más alta en el examen de química en su primer año de estudio. Esto la hizo merecedora de recibir una Beca Hope.

## Beca Hope
Cuarenta años antes, el profesor Hope, entonces profesor de química, creó los premios anuales conocidos como Becas Hope. Los cuatro alumnos que conseguían las notas más altas en la asignatura de química durante el primer trimestre en primera convocatoria eran premiados con el acceso y uso libre de las instalaciones del laboratorio de la universidad durante el siguiente trimestre. Pechey fue la primera de su grupo y por tanto logró una Beca Hope.
El doctor Crum Brown, el profesor de química, fue consciente de que otorgando la beca a una mujer provocaría una reacción violenta del alumnado masculino, que ya habían sido muy hostiles cuando vieron que las mujeres podían superarles en exámenes competitivos. También recibió mensajes de resentimiento por parte de muchos de sus colegas de la Facultad de Medicina por la presencia de mujeres en la universidad.
Por ello, decidió conceder las becas a alumnos masculinos que habían logrado notas inferiores a las de Pechey. Su argumentación fue que "las mujeres no eran parte de la universidad, porque habían sido formadas por separado."

## Apelación al senado académico y las "etiquetas de mermelada de fresa"
Al haber utilizado la excusa de las clases separadas como razón para no conceder la beca a Pechey, Crum Brown no se veía legitimado para emitir a las mujeres los mismos certificados de asistencia a sus clases de química. En cambio, las reconoció por asistir a una "clase" de señoras en la universidad. Solo los certificados estándar cumplían los requisitos de la facultad para obtener la Licenciatura de Medicina; las "etiquetas de mermelada de fresa", como Sophia Jex-Blake las llamaba, eran inútiles.
Las mujeres apelaron al Senatus Academicus y Pechey reclamó su beca académica, mientras que el resto de mujeres pidieron que les entregaran certificados estándar para sus clases de química. El claustro se reunió el 9 de abril de 1870 y, tras algún debate, falló a favor de las mujeres en cuanto a los certificados pero en contra de la Beca Hope.

## La Campaña de Edimburgo consigue atención nacional
El episodio de la Beca Hope tuvo consecuencias importantes. La publicidad que se le dio al caso en los periódicos de toda Gran Bretaña llamó la atención del público sobre las dificultades que un pequeño grupo de mujeres estudiantes de medicina encontraron en la Universidad de Edimburgo. Casi todas las opiniones eran favorables a la causa de las mujeres.
The Times publicó:
[La señorita Pechey] ha hecho un servicio a su género, no solo por reivindicar su capacidad intelectual en una competición abierta con hombres, sino también con el temple y la cortesía con que asume sus desencuentros.
The Spectator escribió en tono satírico:
Para hacer a las mujeres asistir a una clase separada, por la que han pagado, sospechamos, unas tasas más altas de lo habitual, y después afirmar que están fuera de la competición porque lo han hecho bien, es, de hecho, como el capcioso profesor que primero envía a su alumno al rincón y después le acusa de no estar sentado en su asiento.

## Primeros años como doctora
En 1873, las siete mujeres tuvieron que abandonar la lucha para poder graduarse en Edimburgo. Pechey escribió a la universidad de medicina de Irlanda pidiéndoles autorización para hacer los exámenes de Obstetricia. Trabajó durante un tiempo en el Hospital para Mujeres de Birmingham y las Midlands gracias a sus conocimientos y éxito en los estudios a pesar de no disponer de ninguna cualificación oficial. Luego fue a la Universidad de Berna, donde superó sus exámenes de medicina en alemán a finales de enero de 1877 y fue nombrada Doctora en Medicina por la tesis "Sobre las causas constitucionales del catarro uterino". Por aquella época, la universidad irlandesa permitió que las mujeres se licenciaran en Medicina, y Pechey aprobó los exámenes en Dublín en mayo.
Durante los siguientes seis años, ejerció la medicina en Leeds, implicándose en la educación de la salud de la mujer y divulgando temas médicos, incluyendo enfermería. Fue propuesta para dar el discurso inaugural de la Escuela Femenina de Medicina de Londres. Como respuesta a la exclusión de mujeres del Congreso Internacional de Medicina, creó la Federación de Mujeres Médicas de Inglaterra y en 1882 fue elegida presidenta. George A. Kittredge, un hombre de negocios estadounidense de Bombay comenzó a recaudar fondos para "mujeres médicas para India", con el objetivo de que doctoras de Inglaterra fueran a trabajar a la India, donde los doctores varones no tenían permitido atender a mujeres debido al purdah. En esa búsqueda, Elizabeth Garrett Anderson le dijo a Kittredge que Pechey podría estar interesada y le escribió para hablarle del puesto de doctora jefe del Hospital Cama para Mujeres y Niños en Bombay. En 1883, Kittredge se encontró con Pechey en París y le dijo que ella sería la persona ideal para el puesto de doctora jefe en el nuevo hospital que estaba planeando P.H. Cama, un parsi filántropo en Bombay.

## India
Llegó el 12 de diciembre de 1883 a Bombay, y aprendió el idioma hindi rápido. Además del trabajo en el Hospital Cama, también dirigía el Ambulatorio de mujeres Jaffer Sulleman. Varios años después, comenzó un programa de formación de enfermería en el Cama. Quería revertir la tendencia a tratar a las mujeres como seres inferiores a los hombres, y pidió que las profesionales sanitarias recibieran el mismo salario que sus compañeros masculinos a la vez que luchaba por lograr una gran reforma social. También se implicó en la lucha contra el matrimonio infantil. A menudo, dio conferencias sobre la educación y formación de mujeres y formó parte de la institución Educativa Alexandra de niñas nativas. Varias prestigiosas instituciones la invitaron a convertirse en su primer miembro femenino, como el senado de la Universidad de Bombay y la Sociedad Asiática Real.
Poco después de llegar a la India, se unió a varias sociedades científicas en Bombay y conoció a Herbert Musgrave Phipson (1849–1936), un reformista, mercader de vino y secretario fundador del Sociedad de Historia Natural de Bombay y de las "mujeres médicas para India". En 1888, Petchey formaba parte de su comité de dirección. Se casó con Phipson en marzo de 1889 y comenzó a utilizar el apellido Pechey-Phipson. Cinco años más tarde, por la diabetes y su mala salud tuvo que abandonar el trabajo de hospital pero pudo seguir ejerciendo a nivel privado atendiendo a la élite de Bombay. En 1896, cuando la peste bubónica golpeó la ciudad, ayudó a establecer medidas de salud públicas, y sus críticas a la gestión de la crisis influyeron en la forma de manejar el brote de cólera. También patrocinó la formación superior de Rukhmabai, que se convirtió en una de las primeras mujeres indias en practicar medicina.

## Última etapa
Pechey-Phipson y su marido volvieron a Inglaterra en 1905, donde se involucró en el movimiento sufragista, representando en 1906 a las sufragistas de Leeds en el congreso de la Alianza Internacional de Mujeres Sufragistas en Copenhague. Estuvo en la cabecera de la Mud March organizada por la Unión Nacional de Sociedades de Sufragistas en 1907. Sin embargo, pronto enfermó y tuvo que recibir tratamiento para el cáncer de mama. Su cirujana fue May Thorne, hija de su amiga de la época de estudiante, Isabel Thorne.
Murió de cáncer mientras se encontraba en coma diabético el 14 de abril de 1908 en su casa de Folkestone, en Kent. Su marido creó una beca en la Escuela de Londres de Medicina para Mujeres en su honor que fue concedida regularmente hasta 1948. En la India, su nombre siguió presente hasta 1964 en el Sanatorio Pechey-Phipson para Mujeres y Niños en Nasik, Maharashtra.

## Reconocimiento

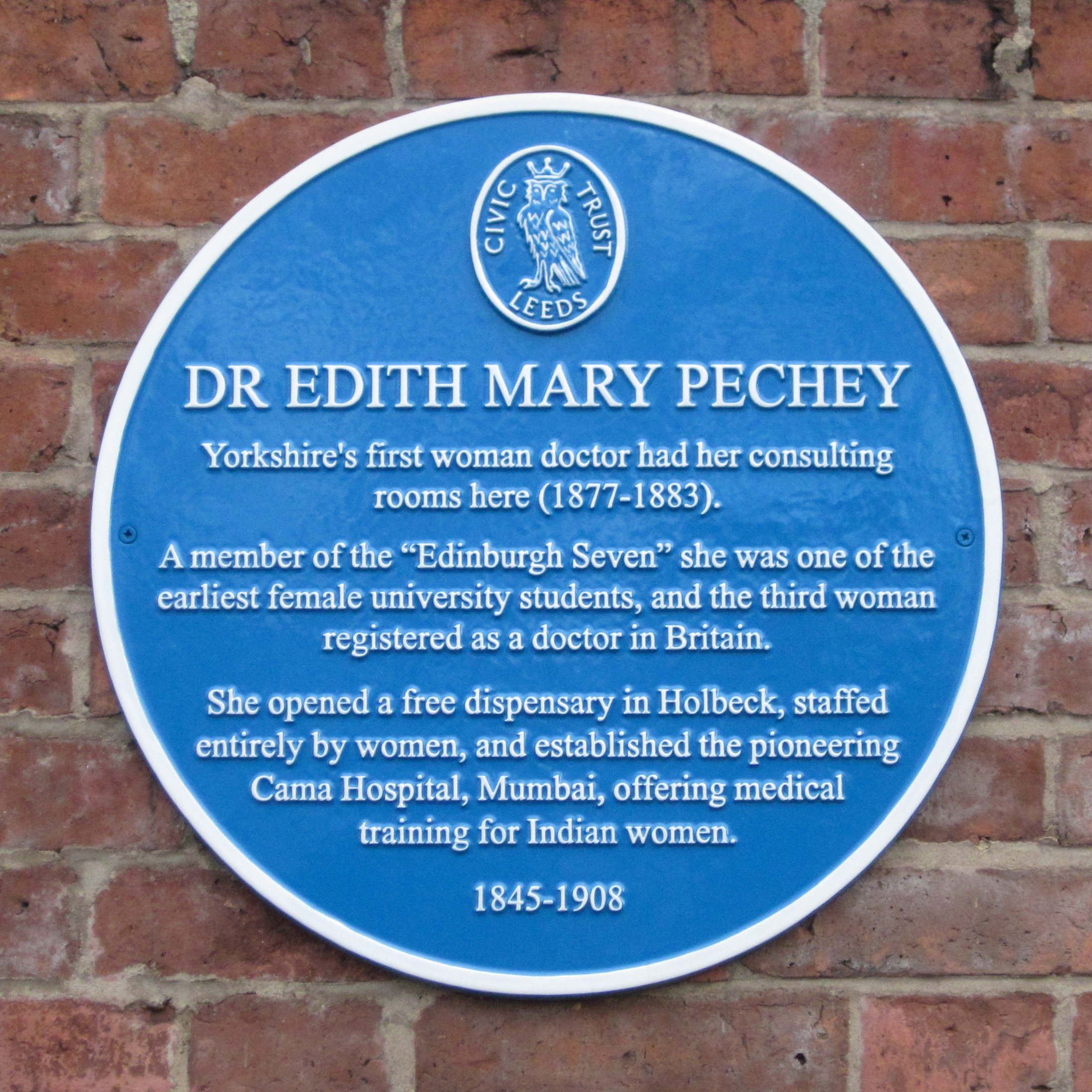
Placa 191 del fideicomiso cívico de Leeds a la Dra. Edith Mary Pechey, la primera doctora en Yorkshire, en la casa donde tenía sus consultorios.

Las siete de Edimburgo recibieron a título póstumo el título en medicina y cirugía el 6 de julio de 2019 en la sala McEwan de la Universidad de Edimburgo. Los títulos fueron recogidos en su nombre por un grupo de alumnas de la actual Escuela de Medicina de Edimburgo. Esta ceremonia de graduación fue la primera de una serie de homenajes universitarios planeados por la Universidad de Edimburgo para conmemorar los logros de estas pioneras británicas.

## Otras lecturas
- Jayawardena, Kumari (1995). The White Woman's Other Burden: Western Women and South Asia During British Rule. Routledge. ISBN 0415911052.